# Logistikplanung
Unter Logistikplanung wird, in Analogie zu anderen Planungsprozessen, ein auf der Grundlage unvollkommener Information durchgeführter, grundsätzlich systematischer Prozess zur Lösung von (Entscheidungs-)Problemen unter Beachtung subjektiver Ziele im Umfeld der Logistik verstanden.

## Ziele und Aufgaben der Logistikplanung
Im Rahmen der Logistikplanung fallen folgende Aufgaben an:
- die Planung der Standardlogistikprozesse und des Materialflusses,
- die Prognose der Logistikkosten,
- die materielle und finanzielle Investitionsplanung und
- die logistik- und produktionsgerechte Produktbeeinflussung.[2]

Der Bereich der Logistik ist gekennzeichnet durch ein Vernetzungsproblem, d. h. also die Interdependenz bei der Findung geeigneter Maßnahmen, bei der jede Veränderung eines Prozesses Änderungen der Strukturen, der Ressourcen oder Änderungen in anderen Prozessketten nach sich ziehen kann.
Es existieren Zielkonflikte und Kostenabhängigkeiten beispielsweise zwischen
- Transport- und Lagerkosten in Abhängigkeit von der Bestellmenge
- Lager- und Handlingskosten in Abhängigkeit von der Umschlagshäufigkeit
- Bestandskosten und den Fehlmengenkosten in Abhängigkeit von der Lieferbereitschaft.[4]

Daher ist eine softwarebasierte Unterstützung der Planungsprozesse, beispielsweise im Rahmen der Virtuellen Logistik, erforderlich.

## Phasen der Logistikplanung
Grundsätzlich kann zwischen der Logistikplanung vor und nach Start of Production (SOP) unterschieden werden. Da 70–80 % der Kosten eines Produktes im Produktentwicklungsprozess, also vor Start of Production, festgelegt werden, bestimmt die Qualität der Ergebnisse der Logistikplanung vor Start of Production maßgeblich, zu welchen Kosten ein Produkt später hergestellt werden kann. Die logistische und fertigungstechnische Planung variantenreicher Produkte muss bereits in der Entwicklungsphase beginnen und über den gesamten Produktlebenszyklus weiter verfolgt werden.
Analog zu anderen Bereichen der Planung, lässt sich auch die Logistikplanung in eine strategische, taktische und operative Ebene untergliedern, wobei sich die Planungsebenen grundsätzlich durch zunehmende Präzision, Detailliertheit, Differenziertheit und unterschiedliche Bezugszeiträume unterscheiden.
Die strategische Logistikplanung vor SOP entscheidet auf Basis von technischen Produktbeschreibungen und Informationen aus Referenzprodukten vorrangig kostenorientiert über Standorte.
Unter der taktischen Logistikplanung vor SOP sollen „[...] alle einmalig zu treffenden Maßnahmen bezüglich der Gestaltung eines Logistiksystems und der darin stattfindenden Logistikprozesse auf der Fließsystemebene[.]“ verstanden werden. Deren räumliche Reichweite erstreckt sich von den Lieferantenstandorten bis zur Bereitstellung des Materials im Montagewerk.
Diese Phase beginnt mit der Konzeptplanung. Es werden auf Basis der Stückliste unterschiedliche Szenarien für Logistik- und Verpackungskonzepte aufgebaut und bewertet.
Die nachfolgende Feinplanung (bis Start of Production) plant die favorisierte Alternative aus, detailliert dazu den Materialfluss von der Montagelinie bis zum Lieferanten und leitet Ressourcenbedarfe ab. Schließlich werden der Anlaufprozess und der Übergang in die Serienfertigung unterstützt.
In der Phase der operativen Logistikplanung vor SOP übernimmt das Anlaufmanagement die termin- und qualitätsgerechte Versorgung der Anlaufproduktion mit Teilen und überführt die Vorserienprozesse schrittweise in die im Rahmen der taktischen Logistikplanung aufgebauten Serienprozesse.  Diese Phase kann in die drei Phasen Vorserie, Nullserie und Produktionshochlauf weiter unterteilt werden.
Der Planungsgegenstand der Logistikplanung nach SOP ist die Auftragsabwicklung auf Basis vorliegender (Kunden-)Aufträge. Dazu stehen die „in Betriebsbereitschaft versetzten“ Ressourcen und die definierten Anlieferkonzepte zur Verfügung.

## Ablauf der Logistikplanung
Der Ablauf der Logistikplanung gliedert sich wie folgt:
1. Zielsetzung und Grundlagenermittlung
2. Konzeptplanung
3. Detailplanung

Logistikplanung beginnt mit der Aufnahme von Zielen und entsprechenden Anforderungen. Dann folgt die Aufnahme des IST-Zustands und der Wechselbeziehungen zwischen den einzelnen Komponenten bestehender Prozesse und Objekte. Im Laufe der Grundlagenermittlung werden die erhobenen Daten aufbereitet und ausgewertet. Dafür können unter anderem Bestandsanalysen oder ABC-/XYZ-Analysen im Bereich der Kommissionierung, Lagerung und Materialbereitstellung eingesetzt werden.
Der nächste Schritt der Logistikplanung, die Konzeptplanung, beschäftigt sich mit der Herausarbeitung der Lagerorganisation und der Materialbereitstellung. Es werden An- und Ablieferungskonzepte, Bestellpolitiken sowie Lager- und Transporttechniken verglichen und ausgewählt. Darüber hinaus werden die Kostenaspekte wie die Investitionskosten, auch die extrapolierten Betriebskosten betrachtet. 
In der Detailplanung wird aus den vorher definierten Elementen ein finales Logistikkonzept entwickelt.